# Аљо (Бежанички рејон)
Аљо (рус. Алё) слатководно је језеро глацијалног порекла смештено у западном делу Бежаничког рејона на истоку Псковске области, односно на западу европског дела Руске Федерације. Из језера отиче малена река Олица која га даље повезује са басеном реке Великаје и Балтичким морем.
Акваторија језера обухвата површину од око 13,9 км², просечна дубина воде у језеру је око 9 метара, а са максималном дубином до 27 метара друго је по дубини језеро у области. Ка језеру се одводњава подручје површине око 78,3 км².
Обале језера су доста стрме и јако разуђене и на његовој површини се налази око 40 острва.